# Перший весільний танець
Перший весільний танець — перший танець молодого подружжя, що слугує своєрідним переходом між першим застілля та танцями. Згідно з традицією минулого століття – це мав бути вальс. Сучасні молодята не завжди вміють його танцювати. Тому часто вибирають повільну мелодію. Крім того популярною тенденцією є постановочний танець, який вивчається під керівництвом досвідченого хореографа. Частіше всього це нескладний, але ефектний танець, що ставиться за невелику кількість занять.

## Оформлення танцю
В залежності від регіону і побажань молодят танцювальний майданчик прикрашають певним чином. Часто створюють образ серця чи то зі свічок, чи то з пелюсток троянд, чи в будь-який інший спосіб. Інколи серце також утворюють з весільних букетів подарованих гостями. Молодята заходять у середину цього серця і там танцюють.